# 音楽少女
『音楽少女』（おんがくしょうじょ）は、スタジオディーンおよびキングレコードによる日本のキャラクターソング企画。2013年にスタジオディーンのCosmic recordからCDリリースを開始。2016年にキングレコードのスターチャイルドレコードよりメジャーデビュー。2018年からはテレビアニメ化に合わせてキングレコードが新設したPINE RECORDSからCDリリースを開始。
キャラクターソングを主軸とした企画であるため、Webマンガやボイスドラマも展開されている。アニメもメディアミックスの一環となっており、アニメミライ版とテレビアニメ版でのスタイルや舞台設定は下記の通り、軽音楽器と学生の青春、アイドルとその裏方仕事とそれぞれ異なった形を取っている。特にテレビアニメ版は上記PINE RECORDSとの関連性を持つ。

## あらすじ

### アニメミライ版
熊谷絵里は高校の入学式の朝、公園でヘッドホンをつけて歌っている少女を見かける。彼女は絵里と同じクラスで本名の柚塚千晴（ゆずかちはる）ではなく千歳ハルと名乗り、寮のルームメイトになった絵里につきまとう。ハイテンションなハルはあがり症の絵里が自作曲を動画サイトに投稿していることを知り、歌い手のサマーイベントに応募しようと誘う。ユニット「音楽少女」を結成した二人は本番に向けて練習に励むが、ささいな行き違いから、絵里は行方をくらましてしまう。イベント当日、一人でステージに立ったハルは絵里に向けて「一緒に歌おう」と呼びかける。会場に来ていた絵里はステージに飛び出しハルと和解。二人は息の合った歌とダンスを披露した。

### テレビアニメ版
海外で生まれ育った山田木はなこは音楽家の両親と来日。降り立った空港でアイドルグループ「音楽少女」のプロデューサー池橋大輝に声をかけられる。ちょうど空港でメンバーオーディションを行っていた経緯から、出会ったメンバー同士との掛け合いや、容姿・ダンスのセンスに恵まれたはなこに新メンバーとして期待がかかる。ところが、いざオーディションを行うと壊滅的に歌が下手なことが判明。その後、大輝の知り合いでもある両親の了承の元、アイドルを応援したいはなこは音楽少女のスタッフという形でサポートを行うことになる。

## 登場人物

### 音楽少女
千歳ハルと熊谷絵里は企画始動時からキャラクターが設定されており、竜王更紗は「音楽少女 NEWアルバム記念イベント2014」にて追加。テレビアニメ化の発表と同時に新たな8人が設定された。

#### H☆E☆S
千歳 ハル（ちとせ ハル）
声 - 沼倉愛美
誕生日 - 3月28日（おひつじ座） / 年齢 - 16歳（高1） / 出身地 - 北海道札幌市 / 身長 - 155cm / キャラクターカラー - 赤
H☆E☆S結成から衣装担当。メイクは音楽少女の担当のツバサ以外信用していない。
アニメミライ版では、転入生。猫好き。4ヶ月後海外留学のため卒業が決まっていた。ヘッドホーンしないで歌うと壊滅的な音痴だがデュエットで歌うと上手くなる。
熊谷 絵里（くまがい えり）
声 - 瀬戸麻沙美
誕生日 - 9月3日（おとめ座） / 年齢 - 16歳（高1） / 出身地 - 埼玉県さいたま市 / 身長 - 158cm / キャラクターカラー - 青
音楽少女の作曲担当。プライベートではギターを鳴らして気分転換している。
アニメミライ版では、中山さくらの幼馴染。ハルのルームメイト。極度のあがり症で人前では声が小さくなる。
竜王 更紗（りゅうおう さらさ）
声 - 渕上舞
誕生日 - 5月1日（おうし座） / 年齢 - 17歳（高2） / 出身地 - 山梨県甲府市 / 身長 - 160cm / キャラクターカラー - ピンク
野菜栽培が得意。

#### その他のメンバー
箕作 沙々芽（みつくり ささめ）
声 - 高橋花林
誕生日 - 3月4日（うお座） / 年齢 - 15歳（中3） / 出身地 - 滋賀県東近江市 / 身長 - 152cm / キャラクターカラー - 紫
伊達眼鏡の少女。ザリガニのヴァルを飼育している。
西尾 未来（にしお みく）
声 - 岡咲美保
誕生日 - 6月15日（ふたご座） / 年齢 - 17歳（高2） / 出身地 - 愛知県名古屋市 / 身長 - 155cm / キャラクターカラー - 黄色
メンバーのなかでダンスに優れている。隙あらば食べようとするほど唐揚げが大好物で、お腹が空くとダンスの切れが悪くなる。
雪野 日陽（ゆきの ひよう）
声 - 大野柚布子
誕生日 - 2月18日（みずがめ座） / 年齢 - 13歳（中1） / 出身地 - 宮城県仙台市 / 身長 - 145cm / キャラクターカラー - えんじ色
音楽少女のクール担当。IQ200以上持つ大人しい天才少女。常にヘッドホーンを着用して曲を聴いている。成績優秀だが人とのコミュニケーションが苦手でみんなの輪から少し距離を置いている。
具志堅 シュープ（ぐしけん シュープ）
声 - 島袋美由利
誕生日 - 8月22日（しし座） / 年齢 - 16歳（高1） / 出身地 - 沖縄県那覇市 / 身長 - 160cm / キャラクターカラー - 茶色
メイクが特技で、母親（声 - 本泉莉奈）もメイクの仕事をしている。日陽の理解者で、メンバーで唯一日陽の過去を知っている。寝る時はスッピンで裸。なんくるないさ～が口癖。
諸岡 ろろ（もろおか ろろ）
声 - 江口菜子
誕生日 - 10月2日（てんびん座） / 年齢 - 18歳（高3） / 出身地 - 東京都豊島区 / 身長 - 140cm / キャラクターカラー - 緑
マイペースでツボ押しが得意。飴玉が好き。
金時 琴子（きんとき ことこ）
声 - Lynn
誕生日 - 11月10日（さそり座） / 年齢 - 16歳（高2） / 出身地 - 東京都葛飾区 / 身長 - 168cm / キャラクターカラー - オレンジ
音楽少女のリーダー。弟の弦太と再会するがスキャンダル事件に巻き込まれ音楽少女の解散の危機に陥る。
迎 羽織（むかえ うおり）
声 - 小倉唯
誕生日 - 12月2日（いて座） / 年齢 - 14歳（中2） / 出身地 - 神奈川県鎌倉市 / 身長 - 158cm / キャラクターカラー - 紺
桐の妹。芸能界で成功した実力派アイドルで、音楽少女不動のセンター。ツンデレ。プロなみに料理が得意。プロ意識が強くはなことは価値観の違いで衝突する。怒ると「アイドルなめんな!」口喧嘩が出る。
ハンドルネーム「チョリガンナ」でメル友のドリィ（はなこ）の正体に気づいてない。
迎 桐（むかえ きり）
声 - 上坂すみれ
誕生日 - 1月17日（やぎ座） / 年齢 - 17歳（高2） / 出身地 - 神奈川県鎌倉市 / 身長 - 162cm / キャラクターカラー - 水色
羽織の姉。虚弱体質だが羽織に心配かけまいと筋トレして体を鍛えている。芸能界デビュー当時は羽織と姉妹ユニットを組んでいた。

### PINE RECORDSのスタッフ
山田木 はなこ（やまだぎ はなこ）
声 - 深川芹亜
誕生日 - 7月7日（かに座） / 年齢 - 16歳（高1） / 出身地 - オーストリアウィーン / 身長 - 160cm
テレビアニメ版での主人公かつ音楽少女のメンバー以外における主要人物。音楽家の両親を持つ帰国子女で、絶対音感の持ち主。日本の文化や常識を完全に間違えているほどに疎い。大好きな「アイドルモンスター」というぬいぐるみとアイドルを間違える形で音楽少女のメンバーたちと出会う。ダンスやコミュニケーションといった様々な点でセンスの高さを発揮するが、歌が調子外れというほどに下手。音楽少女を通じてアイドルの輝きを知り、サポートという形で音楽少女のスタッフに参加。音楽少女の大半のメンバーが利用しているシェアハウスに住み込み、コンディション調整を担う。
ハンドルネームは「ドリィ」でメル友のチョリガンナ（羽織）の正体に気づいてない。
池橋 大輝（いけはし だいき）
声 - 平川大輔
プロデューサー。メンバーからはよく「いけばし」と間違われる。突飛な表現が多い。はなこの母親を「さっちゃん」と呼ぶ旧知の間柄。ガチコンが口癖（意味は「本気の魂」）。

### 親族
山田木 たか（やまだぎ たか）
声 - 松田健一郎
はなこの父親。妻と同様世界的な音楽家で、世界中を飛び回っている。
山田木 さち（やまだぎ さち）
声 - 柚木涼香
はなこの母親。
金時 弦太（きんとき げんた）
声 - 榎木淳弥、青山玲菜（幼少期）
琴子の弟。カメラマンの助手。

### その他
稲葉（いなば）
声 - 坪井智浩
「音楽少女の日常」というテーマで雑誌の撮影に来たプロデューサー。嘘の設定や強引に進めるなど性格的に問題ありだが頭を下げて頼まれると弱い。
夏輝（なつき）
声 - 松山鷹志
大御所の作詞家。業界でも気難しいと有名。未来に劣らず大量に買うほど唐揚げが大好物。
石田（いしだ）
声 - 間宮康弘
カメラマン。
あこ
声 - 広橋涼
7歳の児童。ザリガニのヴァルがきっかけで沙々芽と知り合った少女。家庭の都合で引っ越すことになった。
中山 さくら（なかやま さくら）
声 - 早見沙織
アニメミライ版のみ登場。絵里の幼馴染。ハルや絵里に続く主要人物の一人。
坂田（さかた）
声 - 内匠靖明
アニメミライ版のみ登場。クラスの担任の先生。

## ディスコグラフィ
| 一般発売日     | タイトル                                   | アーティスト                 | 規格品番   |
| -------------- | ------------------------------------------ | ---------------------------- | ---------- |
| 2013年3月29日  | Rock the Hero                              | 千歳ハル                     | CORE-00012 |
| 2013年3月29日  | Electronic Resonance                       | 熊谷絵里                     | CORE-00013 |
| 2013年3月29日  | Hero&Professor                             | 熊谷絵里、千歳ハル           | CORE-00014 |
| 2013年8月10日  | World Heroes&廻る日輪                      | 熊谷絵里、千歳ハル           | CORE-00018 |
| 2014年3月28日  | Lucy&Starlit Walk                          | 熊谷絵里、千歳ハル           | CORE-00020 |
| 2014年7月25日  | 月面飛行のリリファ&ロックンロールキャット  | 熊谷絵里、千歳ハル           | CORE-00022 |
| 2014年11月27日 | Perfect Free                               | 熊谷絵里、千歳ハル           | CORE-00023 |
| 2015年4月30日  | ネコガミ様に聞いてみて！&ドララドラ        | 竜王更紗                     | CORE-00024 |
| 2015年6月26日  | 3STARS                                     | 熊谷絵里、千歳ハル、竜王更紗 | CORE-00026 |
| 2015年11月27日 | Summer Little Rainbow&フライング・ソーサー | 竜王更紗                     | CORE-00028 |

| 一般発売日       | タイトル                 | アーティスト                 | 規格品番         |
| スターチャイルド | スターチャイルド         | スターチャイルド             | スターチャイルド |
| ---------------- | ------------------------ | ---------------------------- | ---------------- |
| 2016年2月24日    | Justability              | 千歳ハル、熊谷絵里、竜王更紗 | NKCD-6730        |
| PINE RECORDS     |                          |                              |                  |
| 2018年6月6日     | ON STAGE LIFE            | 音楽少女                     | KICM-3342        |
| 2018年7月18日    | terzetto rhapsody        | H☆E☆S                        | KICM-3344        |
| 2018年7月25日    | お願いマーガレット       | 音楽少女、雪野日陽           | KICM-3345        |
| 2018年8月1日     | 輝け Make up! Shine☆     | 具志堅シュープ               | KICM-3346        |
| 2018年8月8日     | シャイニング・ピース     | 音楽少女                     | KICM-3343        |
| 2018年8月8日     | poppin' rain             | 迎羽織                       | KICM-3347        |
| 2018年8月15日    | フライガール             | 西尾未来                     | KICM-3348        |
| 2018年8月22日    | You are my only one      | 金時琴子                     | KICM-3349        |
| 2018年8月29日    | Let's sing!!             | H☆E☆S                        | KICM-3350        |
| 2018年9月5日     | オアシス                 | 諸岡ろろ                     | KICM-3351        |
| 2018年9月12日    | lovely trouble           | 箕作沙々芽                   | KICM-3352        |
| 2018年9月19日    | 自由の空へ               | 迎桐                         | KICM-3353        |
| 2018年9月26日    | シャイニング・ピーシーズ | 音楽少女                     | KICA-2534        |

## 劇場アニメ
人材育成事業『アニメミライ2015』の一作品として製作された。2015年3月22日に東京アニメアワードフェスティバルにて特別上映後、2015年4月17日よりTOHOシネマズ新宿ほかで劇場公開された。テレビでは3月23日に読売テレビ、4月5日にアニマックスにて放送された。
パッケージ化は商業的な面ではされていないが、2016年熊本地震の寄付を目的として、「アニメミライ2015」5作品を収めたDVDが限定発売されていた。

### スタッフ
- 原作・アニメーション制作 - スタジオディーン
- 監督 - 石倉賢一
- キャラクターデザイン・作画監督 - まじろ
- キャラクター原案 - QP:flapper
- 脚本 - 山田花名
- 動画検査 - 坂本豊
- プロップデザイン・作画監修 - 河南正昭
- 美術監督 - 平柳悟
- 色彩設計 - 桂木今里
- 撮影監督 - 米澤寿
- 3DCG - 今垣佳奈
- 編集 - 松村正宏
- 音楽 - Taishi
- 音楽監督 - 野崎圭一
- 音響監督 - 本山哲
- プロデューサー - 浦崎宣光
- 制作担当 - 中田善文
- 制作進行 - 野崎久美子

## テレビアニメ
2018年7月から9月までTOKYO MXほかにて放送された。エンディングテーマおよび劇中歌はキングレコードが新設したPINE RECORDSよりCDリリースされる。

### スタッフ（TV）
- 原作 - スタジオディーン、キングレコード
- 監督 - 西本由紀夫
- シリーズ構成 - 赤尾でこ
- キャラクター原案 - さんた茉莉
- キャラクター原案協力 - QP:flapper
- キャラクターデザイン - 小松桃花
- プロップデザイン - 伊藤康裕
- 美術監督・美術設定 - 田尻健一
- 色彩設計 - 中央東口
- 撮影監督 - 今泉秀樹
- CGディレクター - 高久保豊成
- 編集 - 西山茂
- 音響監督 - 高寺たけし
- 音楽 - 小野貴光、玉木千尋
- 音楽制作 - キングレコード
- プロデューサー - 新井智大、須藤孝太郎、角田敦、小澤文啓、磯谷徳知、石川功、浦崎宣光
- アニメーションプロデューサー - 中田善文
- アニメーション制作 - スタジオディーン
- 製作 - 音楽少女製作委員会

### 主題歌
オープニングテーマ「永遠少年」（第1話 - 第12話）
作詞 - 磯谷佳江 / 作曲 - 小野貴光 / 編曲 - 玉木千尋 / 歌 - 小倉唯
第1話では本編後にオープニングが挿入された。
エンディングテーマ「シャイニング・ピース」（第1話、第2話、第4話 - 第12話）
作詞 - 磯谷佳江 / 作曲 - 小野貴光 / 編曲 - 玉木千尋 / 歌 - 音楽少女
第1話、第12話では挿入歌として使用された。
挿入歌
「ON STAGE LIFE」（第1話、第2話、第9話、第10話、第12話）
作詞 - 菱木朱里 / 作曲・編曲 - かみじょうゆうや / 歌 - 音楽少女
「terzetto rhapsody」（第2話、第3話、第8話）
作詞・作曲 - 吉田詩織 / 編曲 - 久下真音 / 歌 - H☆E☆S（2話）、熊谷絵里（瀬戸麻沙美、3話）、山田木はなこ（深川芹亜、8話）
「お願いマーガレット」（第3話、第5話、第12話）
作詞・作曲 - YUXSE / 編曲 - お湯たま / 歌 - 音楽少女
第3話ではエンディングテーマとしても使用された。
「輝け Make up! Shine☆」（第4話）
作詞・作曲・編曲 - 塚田耕平 / 歌 - 具志堅シュープ（島袋美由利）
「poppin' rain」（第5話、第11話）
作詞 - タケヨシキ、奈須野新平 / 作曲・編曲 - 奈須野新平、福田淳平 / 歌 - 迎羽織（小倉唯）、山田木はなこ（深川芹亜、11話）
「フライガール」（第6話）
作詞 - 武田マルキ、中原徹也 / 作曲 - 武田マルキ / 編曲 - エンドウ. / 歌 - 西尾未来（岡咲美保）
「You are my only one」（第7話）
作詞 - S-KEY-A / 作曲・編曲 - 石井健太郎 / 歌 - 金時琴子（Lynn）
「さよならセブンティーン」（第7話、第10話）
作詞・歌 - 三重野瞳 / 作曲 - 小野貴光 / 編曲 - 玉木千尋
「Let's sing!!」（第8話）
作詞・作曲 - 吉田詩織 / 編曲 - 久下真音 / 歌 - H☆E☆S
「オアシス」
作詞 - 吉田詩織 / 作曲 - 深澤祐貴 / 編曲 - 久下真音 / 歌 - 諸岡ろろ（江口菜子）
「Lovely trouble」（第10話）
作詞 - 吉田詩織 / 作曲 - 深澤祐貴 / 編曲 - 大沢圭一 / 歌 - 箕作沙々芽（高橋花林）
「自由の空へ」（第11話）
作詞 - 吉田詩織 / 作曲 - MIKOTO / 編曲 - ハマサキユウジ / 歌 - 迎桐（上坂すみれ）

### 各話リスト
| 話数 | サブタイトル                    | 脚本     | 絵コンテ   | 演出       | 作画監督                                              | 総作画監督        |
| ---- | ------------------------------- | -------- | ---------- | ---------- | ----------------------------------------------------- | ----------------- |
| #01  | 100億人に一人のアイドル         | 赤尾でこ | 西本由紀夫 | 西本由紀夫 | 清水勝祐 吉田龍一郎 中本尚 臼井篤史                   | 野口孝行          |
| #02  | アイドルなめんな                | 赤尾でこ | 西本由紀夫 | 西本由紀夫 | 齊藤香織 飯飼一幸 日下岳史 山村俊了                   | 大塚八愛          |
| #03  | アイドル 心 共鳴                | 山田靖智 | 高本宣弘   | 久保太郎   | 中島美子 粟井重紀 安達祐輔 臼井篤史                   | 野口孝行          |
| #04  | はだかのアイドル                | 笹野恵   | 中山岳洋   | 関大       | 安達祐輔 Choi Insub 寿門堂                            | 中村深雪          |
| #05  | アイドルのレシピ                | 赤尾でこ | 石平信司   | 三好正人   | 清水勝祐 中山岳洋 齊藤香織 臼井篤史                   | 大塚八愛          |
| #06  | ニクとアイドル                  | 笹野恵   | 安形裕篤   | 伊瀬弘昌   | 飯飼一幸 津熊健徳 安達祐輔 森本浩文 臼井篤史          | 野口孝行          |
| #07  | アイドルの涙は紙飛行機に乗せて… | 赤尾でこ | 菊田幸一   | 菊田幸一   | 日下岳史 清水勝祐 齊藤香織 森本浩文                   | 中村深雪          |
| #08  | can't stop IDOL                 | 山田靖智 | 高本宣弘   | 西本由紀夫 | 飯飼一幸 清水勝祐 都竹隆治 森本浩文 中井恵巳          | 野口孝行          |
| #09  | アイドルはつらいよ              | 山田靖智 | 名村英敏   | 北川正人   | 木村なづき 日下岳史 服部憲知 齊藤香織 shi-ma K-PRO    | 大塚八愛          |
| #10  | 歌と少女とアイドル              | 笹野恵   | 中山岳洋   | 佐々木純人 | 寿門堂 齊藤香織 伊勢弘昌 森本浩文                     | 野口孝行          |
| #11  | 最高のアイドル                  | 赤尾でこ | 西本由紀夫 | 中山岳洋   | 飯飼一幸 日下岳史 西道拓哉 山内大輔 手島勇人 大塚八愛 | 大塚八愛          |
| #12  | アイドルの一片                  | 赤尾でこ | 西本由紀夫 | 牧野友映   | 飯飼一幸 齊藤香織 森本浩文 清水勝祐 小松桃花          | 野口孝行 森本浩文 |

### 放送局
| 放送期間                | 放送時間                     | 放送局       | 対象地域 | 備考                                 |
| ----------------------- | ---------------------------- | ------------ | -------- | ------------------------------------ |
| 2018年7月6日 - 9月21日  | 金曜 23:00 - 23:30           | AT-X         | 日本全域 | 製作参加 / CS放送 / リピート放送あり |
| 2018年7月8日 - 9月23日  | 日曜 1:00 - 1:30（土曜深夜） | TOKYO MX     | 東京都   |                                      |
|                         |                              | BS11         | 日本全域 | BS放送 / 『ANIME+』枠                |
| 2018年7月10日 - 9月25日 | 火曜 23:00 - 23:30           | とちぎテレビ | 栃木県   | [ 9 ]                                |

| 配信期間               | 配信時間                   | 配信サイト                                                                                                  |
| ---------------------- | -------------------------- | --- |
| 2018年7月8日 - 9月23日 | 日曜 1:00（土曜深夜） 更新 | あにてれ GYAO! dアニメストア ニコニコチャンネル HAPPY!動画 バンダイチャンネル ひかりTV ビデオマーケット FOD |
|                        | 日曜 12:00 更新            | アニメ放題 U-NEXT                                                                                           |
| 2018年7月9日 - 9月24日 | 月曜 0:00（日曜深夜） 更新 | AbemaTV ビデオパス J:COMオンデマンド メガパック                                                             |
|                        | 月曜 12:00 更新            | TSUTAYA TV ふらっと動画                                                                                     |

### BD
| 巻 | 発売日         | 収録話          | 規格品番   |
| -- | -------------- | --------------- | ---------- |
| 1  | 2018年9月26日  | 第1話 - 第3話   | KIXA-90801 |
| 2  | 2018年10月31日 | 第4話 - 第6話   | KIXA-90802 |
| 3  | 2018年11月28日 | 第7話 - 第9話   | KIXA-90803 |
| 4  | 2018年12月26日 | 第10話 - 第12話 | KIXA-90804 |

## バーチャルYouTuber
2018年7月14日に山田木はなこがバーチャルYouTuberとしての活動を開始した。同年2018年8月7日からは箕作沙々芽が加入した。

## ゲーム

### 海外向けゲーム
音乐少女
中華人民共和国向けのスマートフォン対応ゲーム。9You Groupが2019年11月21日に配信開始し、2023年内にサービス終了した。日本未配信。ジャンルは音楽＆リズム。